# Alexiane Silla
Pour les articles homonymes, voir Silla.
Alexiane Silla, dite Alexiane, née le 21 juillet 1992 à Montmagny (Québec), est une auteure-compositrice-interprète d'origine canadienne, française et sénégalaise.

## Biographie
Alexiane Silla est née à Montmagny, au Québec. Elle est la fille unique de Yann Silla (frère de Virginie Besson-Silla, productrice et épouse de Luc Besson) et de Julie Pelletier. Elle a grandi au Sénégal, puis au Canada. Elle obtient un bac en économie de l'université McGill à Montréal en 2015. En janvier 2016, elle s'installe à Los Angeles pour rejoindre le programme Music Business & Music production de l'université UCLA dont elle est diplômée en 2018,,.

## Carrière discographique
Alexiane est l'interprète du titre A Million on My Soul, qu'elle co-signe avec Igor Kempeneers et Mathieu Carratier et qui a été choisie comme chanson thème pour le film Valérian et la Cité des mille planètes. Produit par Stargate et Sandy Vee, le titre sort en single au format numérique le 24 mai 2017 accompagné par un clip vidéo réalisé par Robin Deriaud et dévoilé en juin 2017,,. En France, la chanson a atteint la 30e place du Top Singles, hors streaming.
En décembre 2017, Alexiane collabore avec le groupe Wayfloe sur un titre deep house intitulé Boy, illustré par un clip tourné à Dubaï.
La chanteuse sort un nouveau single en mars 2018, Safe Haven, qui est une chanson qu'elle qualifie de très soul où il est question de guérison et de l'eczéma sévère dont elle souffre depuis l'âge de trois mois.
En 2019, après avoir suivi le programme Music Business & Music Production de l'université UCLA, elle crée le label discographique Gion Records afin d'avoir une liberté totale sur sa musique. 
Publié sur ce label, le single Savage, est dévoilé en novembre 2019. Il bénéficie d'un clip vidéo de la réalisatrice canadienne Élisabeth Desbiens.
Un remix de A Million on My Soul réalisé par le duo de producteurs de musique électronique turc Moses & Emr3ygul sort en mai 2020. Il rencontre un grand succès en Russie où le titre est certifié disque de platine,,. 
Le 29 mai 2020 sort le single Soldier avec un clip où Alexiane s'est filmée chez elle pendant le confinement de 2020. La chanson est extraite du EP Bad Sounds sorti le 26 juin 2020. Présenté comme une introduction au futur album intitulé Into the Sun qu'Alexiane coproduit avec Carla Bruni et annoncé pour 2021, il contient six titres dont Savage, une version plus intimiste de A Million on My Soul et une collaboration avec Salif Keïta,,.
Extraite de l'EP, la chanson You're Mine est choisie comme single pour lequel Alexiane coréalise avec Cedrick Provost le clip dévoilé en mai 2021.
Le 10 septembre 2021 sort une nouvelle chanson, You Say You Love Me, simultanément disponible en version française sous le titre Sais-tu qui je suis ?. Le clip, réalisé par Alexis Pifou, est dévoilé le 15 octobre 2021 soit le jour de la sortie de l'album Into the Sun au format numérique. 

## Discographie
Album
EP
Singles
- 2017 : A Million on My Soul
- 2017 : Boy (en collaboration avec Wayfloe)
- 2018 : Safe Haven
- 2019 : Savage
- 2020 : A Million on My Soul (Moses & Emr3ygul remix)
- 2020 : Soldier
- 2021 : You're Mine
- 2021 : You Say You Love Me / Sais-tu qui je suis ?